# Nebdjefara
Nebdjefara (fl. XVIII secolo a.C.) è stato un faraone egizio inserito nella XIV dinastia.

## Biografia
Questo sovrano, come molti altri della stessa dinastia, è conosciuto solamente attraverso il Canone Reale.
Come per Merdjefara anche in questo caso è possibile che l'estensore del Canone Reale abbia utilizzato, come fonte, un testo contenente lacune ed abbia indicato queste appunto con il termine
| I10 · I9 | G1 | G41 · G36 |

ḏf3 - djefa - lacuna
L'egittologo Kim Ryholt data il regno di questo sovrano al 1694 a.C.

## Liste Reali
| N5 | N5 · nb | I10 · I9 | G1 | G41 · G36 |

| N5 | N5 · nb | I10 · I9 | G1 | G41 · G36 |

| N5 | N5 · nb | I10 · I9 | G1 | G41 · G36 |

| N5 | N5 · nb | I10 · I9 | G1 | G41 · G36 |

| N5 | N5 · nb | I10 · I9 | G1 | G41 · G36 |

| N5 | N5 · nb | I10 · I9 | G1 | G41 · G36 |

| N5 | N5 · nb | I10 · I9 | G1 | G41 · G36 |

| N5 | N5 · nb | I10 · I9 | G1 | G41 · G36 |

## Cronologia
| Periodo                    | Dinastia | periodo di regno              |
| Secondo periodo intermedio | XIV      | dopo il 1720 a.C. (± 50 anni) |

| predecessore: Sewadjkara | Signore del Basso e dell'Alto Egitto | successore: Webenra |

| Dinastie contemporanee | Capitale |
| XIII                   | Ity Tawy |